# Angern an der March
Angern an der March (tiếng Slovak: Congr) là một thị xã ở huyện Gänserndorf thuộc bang Niederösterreich nước Áo. Đô thị này gồm Katastralgemeinden Angern, Grub, Mannersdorf, Ollersdorf và Stillfried.

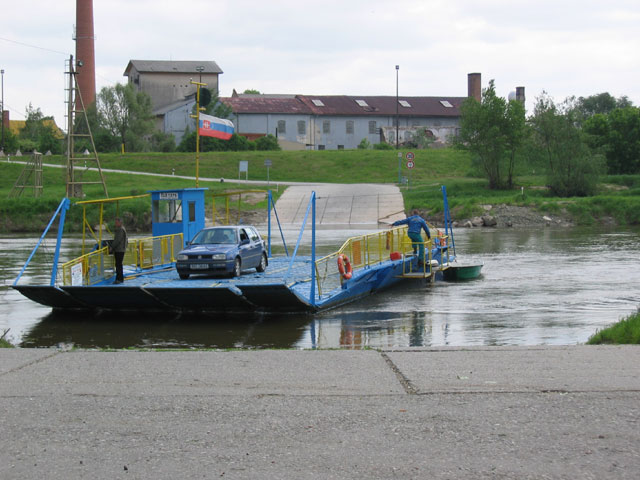
Phà qua Morava

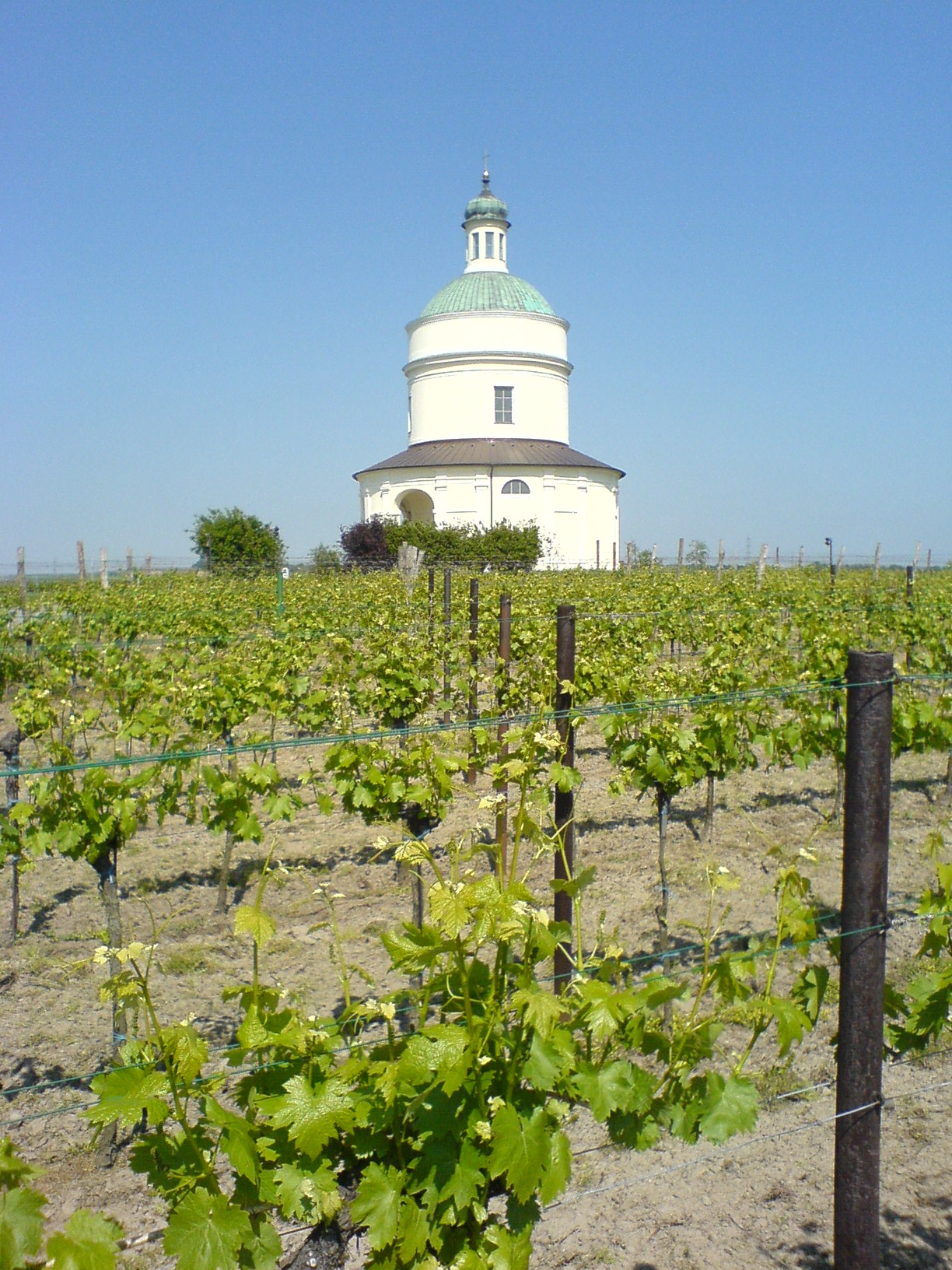
Nhà thờ St Roch

Angern nằm ở vùng Weinviertel region, trong phía bắc lưu vực Marchfeld của sông Morava (tiếng Đức: March), khoảng 40 ki-lô-mét (25 mi) đông bắc Viên. Sông này tạo ranh giới với Záhorská Ves ở Slovakia.
Bản mẫu:Đô thị ở Gänserndorf